# Pseudocoutierea antillensis
Pseudocoutierea antillensis är en kräftdjursart som beskrevs av Fenner A. Chace 1972. Pseudocoutierea antillensis ingår i släktet Pseudocoutierea och familjen Palaemonidae. Inga underarter finns listade i Catalogue of Life.